# Henry Wotton
Henry Wotton (30. března 1568 – prosinec 1639) byl anglický diplomat, politik, básník a spisovatel.

## Životopis
Pocházel ze šlechtické rodiny. Jeho dědečkem byl diplomat Nicholas Wotton. Vystudoval Winchester College. Během studií se spřátelil s anglickým básníkem Johnem Donnem. Mezi lety 1589 až 1595 pobýval v zahraničí, po návratu do Anglie se stal sekretářem jednoho hraběte z Essexu. Mezi přátele Wottona patřili také anglický dramatik Ben Jonson a anglický spisovatel a básník John Milton.
V roce 1604 byl králem Jakubem I. povýšen a jmenován velvyslancem v Benátkách, kde s krátkými přestávkami kvůli jiným diplomatickým misím zůstal až do roku 1624.
Henry Wotton zemřel v prosinci roku 1639. V roce 1651 byla posmrtně vydána jeho sbírka spisů s názvem Reliquiae Wottonianae.